# Love Me Like The World Is Ending
Pistes de Ripe
American Television
(2)
Love Me Like The World Is Ending est une chanson du chanteur australien Ben Lee, sortie le 18 septembre 2007. Il s'agit de la première piste de l'album Ripe sorti cette même date. Cette chanson fut la deuxième chanson la plus diffusée à la radio australienne lors de sa première semaine[réf. souhaitée]. Le single comporte aussi deux autres chansons Sex Without Love et What Would Jay-Z Do?.
Le clip vidéo met en scène deux groupes face à face munis de bombes à eau. Le chanteur Ben Lee se trouve au milieu des deux groupes rivaux mais continue de chanter sans être dérangé alors que la bataille fait rage, jusqu'à ce qu'il recoive une bombe à eau dans la tête.